# Armorial de l'Italie
Cette page donne les armoiries (figures et blasonnements) des anciens états indépendants italiens.

## Principautés italiennes
| Figure | Nom de l'état et blasonnement |
| ------ | --- |
|        | Aoste (duché) De sable au lion d'argent armé et lampassé de gueules. |
|        | Cellamare (principautés) tranché de gueules et d'azur, à la bande d'argent sur le tout. Principauté élevée par Marc-Antonio del Giudice, seigneur de Terlizzi, marquis de Voghera et duc de Giovinazzo, en 1631. Son petit-fils, Antonio, sera le dernier prince souverain de Cellamare. |
|        | Ferrare et Modene (marquisat, puis duché) avant 1431 : d'azur, à l'aigle d'argent, becquée, lampassé et couronnée d'or. de 1431 (concession d'armes par Charles VII) à 1452 écartelé, en 1 et 4 d'azur, à trois fleurs de lys d'or, à la bordure endentée de gueules et d'or et en 2 et 3 d'azur, à l'aigle d'argent, becquée, lampassé et couronnée d'or. de 1452 (concession d'armes par l'empereur et érection en duché) à 1471 : écartelé, en 1 et 4 d'or, à l'aigle bicéphale de sable, membrée, becquée et liée de gueules et en 2 et 3 d'azur, à trois fleurs de lys d'or, à la bordure endentée de gueules et d'or, sur le tout d'azur, à l'aigle d'argent, becquée, lampassé et couronnée d'or. de 1535 à 1741 : écartelé, en 1 et 4 d'or, à l'aigle bicéphale de sable, membrée, becquée et liée de gueules et en 2 et 3 d'azur, à trois fleurs de lys d'or, à la bordure endentée de gueules et d'or, au pal de gueules aux deux clefs l'une d'argent l'autre d'or posées en sautoir et liées d'azur accompagné en chef d'une tiare cerclée et croisetée d'or ; sur le tout d'azur, à l'aigle d'argent, becquée, lampassé et couronnée d'or. Différences entre dessin et blasonnement : aucun dessin de couronne pour ses aigles blasonnées "couronnées". Article détaillé : Armorial de la maison d'Este |
|        | Gênes (république) D'argent à la croix de gueules. |
|        | Massa et Carrare (Duché) Famille Cybo Famille Cybo-Malaspina |
|        | Mantoue (marquisat, puis duché) de 1433 (concession d'armes par l'empereur Sigismond Ier) à 1510 : d’argent, à la croix pattée de gueules cantonnée de quatre aigles de sable au vol abaissé ; sur le tout écartelé, au premier et au quatrième de gueules au lion à la queue fourchée d'argent armé et lampassé d’or, couronné et colleté du même, au deuxième et au troisième fascé d'or et de sable. de 1588 (Vincent Ier de Mantoue, en sa qualité de petit-fils de l'empereur Ferdinand Ier, obtient le droit d'ajouter le blason d'Autriche à ses armes) : d’argent, à la croix pattée de gueules cantonnée de quatre aigles de sable éployées et affrontées; sur le tout parti de deux et coupé de deux, au premier de gueules à l'aigle bicéphale éployée d'or à la double couronne du même, qui est de l'Empire Romain d'Orient, au deuxième de gueules au lion à la queue fourchée d'argent, armé et lampassé d'or, couronné et colleté du même qui est de Bohême, au troisième fascé d'or et de sable qui est de Gonzague ancien, au quatrième d’argent à la croix potencée d'or cantonnée de quatre croisettes du même qui est de Jérusalem, au cinquième d'or aux quatre pals de gueules qui est d'Aragon, au sixième d’argent au chef de gueules qui est de Montferrat, au septième fascé d’or et de sable de dix pièces au crancelin de sinople brochant en bande qui est de Saxe, au huitième d’azur semé de croisettes recroisettées et de clous d’or, à deux bars adossés du même qui est de Bar, au neuvième de gueules à la croix d'or cantonnée de quatre briquets du même adossés deux par deux qui est de Constantinople. |
|        | Milan (duché) Visconti : d'argent, à une guivre d'azur, couronnée d'or, engloutissant un enfant de carnation, posé en fasce, les bras étendus. Sforza : écartelé, au premier et au quatrième d'or à l'aigle éployée de sable, lampassée de gueules et couronnée du champ, au deuxième et au troisième d'argent à la guivre d'azur couronnée d'or engloutissant un enfant de carnation qui est de Visconti[réf. nécessaire]. |
|        | Montferrat (marquisat) D'argent au chef de gueules. Paleologues de Monferrat |
|        | Naples ou Sicile péninsulaire (royaume) D'azur semé de fleurs de lys d'or au lambel de gueules. Parti en 1 d'azur semé de fleurs de lys d'or au lambel de gueules et en 2 d'argent, à la croix potencée d'or, cantonnée de quatre croisettes du même. voir paragraphe détaillé : Royaumes de Sicile et de Naples. |
|        | Parme et Plaisance (duchés) et Maison Farnèse Farnèse : d'or à six fleurs de lys d'azur posées 3, 2 et 1. |
|        | Piémont (principauté) De gueules à la croix d'argent brisé d'un lambel d'azur en chef. |
|        | Saluzzo ou Saluces (marquisat) D'argent au chef d'azur. |
|        | Sardaigne (royaume) D'argent, à la croix de gueules, cantonnée de quatre têtes de maures de sable, tortillées d'argent. |
|        | Sicile, dite insulaire (royaume) Écartelé en sautoir d'or aux quatre pals de gueules qui est d'Aragon et d'argent à l'aigle de sable qui est de Hohenstaufen. |
|        | Toscane (grand-duché) Médicis : d'or à six sphères mises en orle, cinq de gueules, celle en chef d'azur chargée de trois fleurs de lys d'or. Habsbourg-Lorraine : écartelé en 1 parti fascé d'argent et de gueules de huit pièces et de gueules à la croix patriarcale d'argent sur une colline de sinople, en 2 de gueules au lion d'argent à la queue fourchée passée en sautoir, couronné, armé et lampassé d'or, en 3 bandé d'or et d'azur à la bordure de gueules et en 4 d'azur semé de croisette d'or aux deux bars adossés d'or, dur le tout tiercé en pal en 1 d'or à la bande de gueules chargé de trois alérions d'argent, en 2 de gueules à la fasce d'argent et en 3 d'or à six tourteaux mis en orle, cinq de gueules, celui en chef d'azur chargé de trois fleurs de lis d'or. |
|        | Urbino (comtat puis duché) Montefeltro : Bandé d'or et d'azur, au chef d'or chargé d'une aigle bicéphale de sable, becquée, membrée et couronnée d'or. Della Rovere : D'azur au rouvre d'or aux rameaux passés en sautoir. |
|        | Venise (république) D'azur au léopard d'or ailé, tenant un évangile ouvert d'argent portant le texte "PAX TIBI MARCE EVANGELISTA MEUS" en lettres de sable, le tout posé sur une terrasse de sinople, à la champagne d’azur. |

### Royaumes de SicileetNaples
| Figure | Royaume, date et blasonnement |
| ------ | --- |
|        | rois normand de Sicile de la maison de Hauteville (1082-1194) D'azur à la bande échiquetée de gueules et d'argent. |
|        | rois Hohenstaufen de Sicile (1194-1266) D'argent à l'aigle éployée de sable membré et becqué de gueules. |
|        | rois de Sicile de la Maison d'Anjou (1266-1277) D'azur semé de fleurs de lys d'or au lambel de gueules. |
|        | rois de Sicile de la Maison d'Anjou (1277-1282) rois de Naples de la Maison d'Anjou (1282-1382). Parti en 1 d'azur semé de fleurs de lys d'or au lambel de gueules et en 2 d'argent, à la croix potencée d'or, cantonnée de quatre croisettes du même. Armes reprises ensuite par les rois de Naples de la famille d'Aragon (1458-1504). |
|        | rois de Sicile de la maison d'Aragon (1282-1409) Écartelé en sautoir d'or aux quatre pals de gueules qui est d'Aragon et d'argent à l'aigle de sable membré et becqué de gueules qui est de Hohenstaufen. |
|        | rois de Naples de la Maison d'Anjou-Durazzo (1383-1435) Tiercé en pal en 1 fascé de gueules et d'argent de huit pièces, en 2 d'argent à la croix potencé d'or et en 3 d'azur semé de fleurs de lys d'or et au lambel de gueules. |
|        | rois d'Aragon et de Sicile (1409-1504) Parti en 1 d'or à quatre pals de gueules et en 2 écartelé en sautoir d'or aux quatre pals de gueules et d'argent à l'aigle de sable membré et becqué de gueules. |
|        | Ferdinand Ier, roi de Naples (1458-1494), roi titulaire de Jérusalem et de Hongrie Écartelé : aux 1 et 4, d'Aragon, aux 2 et 3, tiercé en pal : a, de Hongrie (alias d'Árpád), b, d'Anjou-Sicile, c, de Jérusalem.. |
|        | Ferdinand II, roi d'Aragon, de Sicile, de Castille, de Leon et de Naples (1504-1516) Écartelé en 1 et 4 contre-écartelé en 1 et 4, de gueules au château d'or ouvert et ajouré d'azur et en 2 et 3 d'argent au lion de gueules armé, lampassé et couronné d'or, en 2, parti en 1 d'or à quatre pals de gueules et en 2 écartelé en sautoir d'or aux quatre pals de gueules et d'argent à l'aigle de sable membré et becqué de gueules et en 3 tiercé en pal, en 1 d'or à quatre pals de gueules, en 2 d'azur semé de fleurs de lys d'or au lambel de gueules et en 3 d'argent à la croix potencé d'or, le tout accompagné en pointe d'argent à une pomme grenade de gueules, tigée et feuilleté de sinople. |
|        | Habsbourg, rois d'Espagne, de Sicile et de Naples de 1516 à 1580 et de 1640 à 1700 : coupé : en chef parti en 1 écartelé en 1 et 4, de gueules au château d'or ouvert et ajouré d'azur et en 2 et 3 d'argent au lion de gueules armé, lampassé et couronné d'or, en 2 parti en 1 d'or à quatre pals de gueules et en 2 écartelé en sautoir d'or aux quatre pals de gueules et d'argent à l'aigle de sable, accompagné en pointe d'argent à une pomme grenade de gueules, tigée et feuilleté de sinople ; et en pointe écartelé en 1 de gueules à la fasce d'argent, en 2 d'azur semé de fleurs de lys d'or à la bande componée d'argent et de gueules, en 3 bandé d'or et d'azur de six pièces, à la bordure de gueules et en 4 de sable au lion d'or, armé et lampassé de gueules, sur le tout parti d'or au lion de sable armé, couronné et lampassé de gueules et d'argent à l'aigle éployée de gueules, membré et becqué d'or. de 1580 à 1640 : coupé : en chef parti en 1 écartelé en 1 et 4, de gueules au château d'or ouvert et ajouré d'azur et en 2 et 3 d'argent au lion de gueules armé, lampassé et couronné d'or, en 2 parti en 1 d'or à quatre pals de gueules et en 2 écartelé en sautoir d'or aux quatre pals de gueules et d'argent à l'aigle de sable, accompagné en pointe d'argent à une pomme grenade de gueules, tigée et feuilleté de sinople, sur le tout d'argent aux cinq écus d'azur disposés en croix, chaque écu chargé de cinq besants d'argent, à la bordure de gueules chargée d'onze châteaux d'or; et en pointe écartelé en 1 de gueules à la fasce d'argent, en 2 d'azur semé de fleurs de lys d'or à la bande componée d'argent et de gueules, en 3 bandé d'or et d'azur de six pièces, à la bordure de gueules et en 4 de sable au lion d'or, armé et lampassé de gueules, sur le tout parti d'or au lion de sable armé, couronné et lampassé de gueules et d'argent à l'aigle éployée de gueules, membré et becqué d'or.                                                            |
|        | Royaume des Deux-Siciles, de la famille de Bourbon-Sicile (1738-1860) avec interruption Parti de deux, en I coupé d'or aux six fleurs de lys d'azur posées 3, 2 et 1, (qui est de Farnèse) et d'argent, à quatre écussons d'azur, posés en croix, les deux de flanc mis de côté, chaque écusson chargé de cinq besants du champ, posés en sautoir, à la bordure de gueules, chargée de neuf châteaux d'or, donjonnés de trois tours, ouverts et ajourés d'azur (qui est du Portugal), en II coupé écartelé en 1 et 4, de gueules au château d'or ouvert et ajouré d'azur (qui est de Castille) et en 2 et 3 d'argent au lion de gueules armé, lampassé et couronné d'or (qui est de Leon) et d'azur semé de fleurs de lys d'or au lambel de gueules (qui est de Naples) et en III d'or à six tourteaux mis en orle, cinq de gueules, celui en chef d'azur chargé de trois fleurs de lis d'or (qui est de Toscane) ; sur le tout d'azur, à trois fleurs de lys d'or, à la bordure de gueules, (qui est d'Anjou). |
|        | Grandes armes des rois Bourbons des Deux-Siciles. Parti de deux : - au I, écartelé : 1 et 4, d'or aux six fleurs de lys d'azur posées 3, 2 et 1, (qui est de Farnèse); 2 et 3, parti de gueules à la fasce d'argent (qui est d'Autriche) et bandé d'or et d'argent de six pièces à la bordure de gueules (qui est de Bourgogne ancien); sur-le-tout d'argent aux cinq écussons disposés en croix d'azur chargés de cinq besans d'argent en sautoir à la bordure de gueules chargée de huit châteaux d'or, donjonnés de trois tours, ouverts et ajourés d'azur (qui est de Portugal); - au II, coupé de 3, au I parti d'écartélé au 1 et 4 de gueules au château d'or, donjonnés de trois tours, ouverts et ajourés d'azur (qui est de Castille) et au 2 et 3 d'argent au lion de pourpre (qui est de Léon); et contre-parti d'or aux quatre pals de gueules (qui est d'Aragon) et écartelé en sautoir d'or aux quatre pals de gueules et d'argent à l'aigle de sable (qui est de Sicile); enté en pointe d'argent à une pomme grenade de gueules tigée et feuillée de sinople (qui est de Grenade); au II parti de gueules à la fasce d'argent (qui est d'Autriche) et d'azur semé de lys d'or à la bordure componée de gueules et d'argent (qui est de Bourgogne), au III écartélé en 1 taillé d'argent de six pièces à la bordure de gueules (qui est de Bourgogne ancien) et d'or au lion de sable armé et lampassé de gueules (qui est de Flandre) au II tranché de sable au lion d'or armé et lampassé de gueules (qui est de Brabant) et d'argent à l'aigle de gueules (qui est de Tyrol), au 3 semé de lys d'or au lambel de gueules (qui est de Naples) et au 4 d'argent à la croix potencée d'or cantonné de quatre croisettes de même (qui est de Jérusalem); - au III, d'or à six tourteaux mis en orle, cinq de gueules, celui en chef d'azur chargé de trois fleurs de lis d'or (qui est de Toscane); sur-le-tout d'azur aux trois fleurs de lys d'or posés 2 et 1 à la bordure de gueules (qui est d'Anjou). |

### Duchés de Parme et de Plaisance
| Figure | Date et blasonnement |
| ------ | --- |
|        | famille Farnèse d'or à six fleurs de lys d'azur posées 3, 2 et 1. |
|        | de 1545 à 1586 d'or, à six fleurs de lys d'azur, en deux pals de part et d'autre au pal brochant de gueules, à l’ombrelle à galons d'or, la tige en forme de lance chargée de deux clefs en sautoir avec les pannetons tournés vers l'extérieur et vers le haut, l'une d’or et l'autre d’argent, liées d'azur (qui est le Gonfalon de l'Église). |
|        | de 1586 à 1592 écartelé, en 1 et 4 d'or, à six fleurs de lys d'azur posées 3, 2 et 1, en 2 et 4 parti de gueules à la fasce d'argent et bandé d'or et d'azur de six pièces à la bordure de gueules ; au pal brochant de gueules, à l’ombrelle à galons d'or, la tige en forme de lance chargée de deux clefs en sautoir avec les pannetons tournés vers l'extérieur et vers le haut, l'une d’or et l'autre d’argent, liées d'azur (qui est le Gonfalon de l'Église). |
|        | de 1592 à 1731 écartelé, en 1 et 4 d'or, à six fleurs de lys d'azur posées 3, 2 et 1, en 2 et 4 parti de gueules à la fasce d'argent et bandé d'or et d'azur de six pièces à la bordure de gueules ; au pal brochant de gueules, à l’ombrelle à galons d'or, la tige en forme de lance chargée de deux clefs en sautoir avec les pannetons tournés vers l'extérieur et vers le haut, l'une d’or et l'autre d’argent, liées d'azur (qui est le Gonfalon de l'Église) ; sur le tout d'argent aux cinq écus d'azur disposés en croix, chaque écu semé de besants d'argent, à la bordure de gueules chargée d'onze châteaux d'or. |
|        | Charles Ier de Bourbon-Espagne, duc de Parme de 1731 à 1735 parti de deux, en I coupé d'or aux six fleurs de lys d'azur posées 3, 2 et 1, (qui est de Farnèse) et d'argent, à cinq écussons d'azur, posés en croix, les deux de flanc mis de côté, chaque écusson chargé de cinq besants du champ, posés en sautoir, à la bordure de gueules, chargée de neuf châteaux d'or, donjonnés de trois tours, ouverts et ajourés d'azur (qui est du Portugal), en II coupé écartelé en 1 et 4, de gueules au château d'or ouvert et ajouré d'azur (qui est de Castille) et en 2 et 3 d'argent au lion de gueules armé, lampassé et couronné d'or (qui est de Leon) et d'azur semé de fleurs de lys d'or au lambel de gueules (qui est de Naples) et en III d'or à six tourteaux mis en orle, cinq de gueules, celui en chef d'azur chargé de trois fleurs de lis d'or (qui est de Toscane) ; sur le tout d'azur, à trois fleurs de lys d'or, à la bordure de gueules, (qui est d'Anjou). |
|        | petits arms des ducs de Bourbon-Parme de 1748 à présent d'azur aux trois fleurs de lys d'or à la bordure de gueules chargée de huit coquilles d'argent posées en orle . |
|        | ducs de Bourbon-Parme de 1748 à 1802 parti en 1, d'or à six fleurs de lys d'azur posées 3, 2 et 1 et en 2, d’argent, à la croix pattée de gueules cantonnée de quatre aigles de sable au vol abaissé ; sur-le-tout, écartelé en 1 et 4, de gueules au château d'or ouvert et ajouré d'azur et en 2 et 3 d'argent au lion de gueules armé, lampassé et couronné d'or, enté en pointe du sur-le-tout d'argent à une pomme grenade de gueules, tigée et feuilleté de sinople ; sur-le-tout-du-tout d'azur aux trois fleurs de lys d'or à la bordure de gueules chargée de huit coquilles d'argent posées en orle . |
|        | Jean-Jacques Régis de Cambacérès, prince d'Empire et duc de Parme de 1802 à 1814. d'or, au dextrochère de carnation, paré de gueules, retroussé d'hermine, tenant les tables de la loi de sable, le tout accompagné de trois losanges de sable ; au chef d'azur semé d'abeilles d'or, qui est celui des Princes Grands Dignitaires,. |
|        | Marie-Louise d'Autriche, veuve de Napoléon Ier, duchesse de Parme de 1814 à 1847. Parti; au 1 d'or à six fleurs de lys d'azur posées 3, 2, 1 ; au 2 d'argent à la croix pattée de gueules, cantonnée de quatre aigles de sable, becquées, lampassées, membrées et armées de gueules; brochant sur le tout tiercé en pal ; au 1 d'or au lion de gueules couronné d'azur; au 2 de gueules à la fasce d'argent; au 3 d'or à la bande de gueules chargée de trois alérions d'argent. |
|        | ducs de Bourbon-Parme de 1847 à 1860 coupé de deux, parti de deux : - en 1, d'or à six fleurs de lys d'azur posées 3, 2 et 1 (qui est de Farnèse), - en 2, parti d’argent, à la croix pattée de gueules cantonnée de quatre aigles de sable au vol abaissé (qui est de Gonzague) et d'azur au lion bandé d'argent et de gueules (qui est de Rossi) - en 3, parti d'or à six tourteaux mis en orle, cinq de gueules, celui en chef d'azur chargé de trois fleurs de lis d'or (qui est de Toscane) et coupé de gueules sur or, l'or chargé d'un arbre d'argent, les branches et feuilles sur le gueules (qui est de Malastina) - en 4 d'argent à l'aigle de sable (qui est [d'or] de Savoie ancien) chargé en cœur d'un écusson de gueules à la croix d'argent (qui est de Savoie moderne) - en 5 en forme de sur-le-tout, écartelé en 1 et 4, de gueules au château d'or ouvert et ajouré d'azur (qui est de Castille) et en 2 et 3 d'argent au lion de gueules armé, lampassé et couronné d'or (qui est de Leon), enté en pointe du sur-le-tout d'argent à une pomme grenade de gueules, tigée et feuilleté de sinople (qui est de Grenade) ; sur-le-tout-du-tout d'azur aux trois fleurs de lys d'or à la bordure de gueules chargée de neuf coquilles d'argent posées en orle (qui est de Bourbon-Parme) - en 6 de gueules à la fasce d'argent (qui est de Corregio) - en 7 d'argent à quatre points équipolés de gueules au chef d'or à l'aigle de sable (qui est de Pallavicini) - en 8 de gueules, à la croix d'or cantonnée de quatre B, adossés du mesme (qui est de Paléologue) - en 9 écartelé: aux 1 et 4, palé d'or et d'azur, à la fasce d'argent brochant sur le palé; aux 2 et 3, fascé, douché d'or et d'azur (qui est de Landi).                                            |
|        | rois d'Etrurie de 1802 à 1807 Ecartelé : en 1, d'or à six fleurs de lys d'azur posées 3, 2 et 1 (qui est de Farnèse); en 2, d’argent, à la croix pattée de gueules cantonnée de quatre aigles de sable au vol abaissé (qui est de Mantoue); en 3, d'or à la bande de gueules chargé de trois alérions d'argent (qui est Lorraine); en 4, de gueules à la fasce d'argent (qui est d'Autriche); sur-le-tout, écartelé en 1 et 4, de gueules au château d'or ouvert et ajouré d'azur (qui est de Castille) et en 2 et 3 d'argent au lion de gueules armé, lampassé et couronné d'or (qui est de Leon); sur-le-tout-du-tout, parti d'azur à trois fleurs de lys d'or (qui est de France) et d'or à six tourteaux mis en orle, cinq de gueules, celui en chef d'azur chargé de trois fleurs de lis d'or (qui est de Toscane). |
|        | Armorial les Maison Bourbon-Parme, ducs de Parme, Piacenza, et Guastalla coupé de deux, parti de deux : - en 1, d'or à six fleurs de lys d'azur posées 3, 2 et 1 (qui est de Farnèse ), - en 2, parti d’argent, à la croix pattée de gueules cantonnée de quatre aigles de sable au vol abaissé (qui est de Gonzague ) et d'azur au lion bandé d'argent et de gueules (qui est de Rossi)< - en 3, parti d'or à six tourteaux mis en orle, cinq de gueules, celui en chef d'azur chargé de trois fleurs de lis d'or (qui est de Toscane ) et coupé de gueules sur or, l'or ch. d'un arbre d'argent, les branches et feuilles sur le gueules (qui est de Malastina) - en 4 d'argent à l'aigle de sable (qui est [d'or] de Savoie ancien ) chargé en cœur d'un écusson de gueules à la croix d'argent (qui est de Savoie moderne ) - en 5 en forme de sur-le-tout, écartelé en 1 et 4, de gueules au château d'or ouvert et ajouré d'azur (qui est de Castille ) et en 2 et 3 d'argent au lion de gueules armé, lampassé et couronné d'or (qui est de Leon ), enté en pointe du sur-le-tout d'argent à une pomme grenade de gueules, tigée et feuilleté de sinople (qui est de Grenade ) ; sur-le-tout-du-tout d'azur aux trois fleurs de lys d'or à la bordure de gueules chargée de neuf coquilles d'argent posées en orle (qui est de Bourbon-Parme) - en 6 de gueules à la fasce d'argent (qui est de Corregio ) - en 7 d'argent à quatre points équipolés de gueules au chef d'or à l'aigle de sable (qui est de Pallavicini) - en 8 de gueules, à la croix d'or cantonnée de quatre B, adossés du mesme (qui est de Paléologue) - en 9 écartelé: aux 1 et 4, palé d'or et d'azur, à la fasce d'argent brochant sur le palé; aux 2 et 3, fascé, douché d'or et d'azur (qui est de Landi). |

## Familles italiennes
| Figure                                                                                                  | Nom de l'état et blasonnement |
| --- | --- |
| | Aldobrandini D'azur à la bande brétessée d'or accompagnée de six étoiles du même. Différences entre dessin et blasonnement : les abeilles en chef ne sont pas "à plomb", ce qui n'est pas dit. |
| | Barberini D'azur à trois abeilles d'or. |
| | Borghese Coupé d'or à d'une aigle de sable, et d'azur à un dragon aux ailes déployées d'or. |
| | Bettoni de Venise un écu écartelé d'argent et de gueules avec quatre roses sur les quartiers de l'un en l'autre. |
| | Chigi De gueules a six montagnes d'or, une sur deux, deux sur trois, la plus haute surmontée d'une étoile de même. Différences entre dessin et blasonnement : outre que les montagnes semblent assez peu montagneuses et surtout sont "isolées" (non dit), l'étoile a huit rais (également non dit).. |
| | Ciciarelli de Cicerello D'azur à la bande de gueules accosté d'un rameau d'olivier de variété Ciciarello à senestre d'or et d'un poisson Cicerello à destre, du mesme. Armes parlantes. |
| | Colonna De gueules à la colonne d'argent couronnée d'or. Armes parlantes. Différences entre dessin et blasonnement : la colonne est dite d'argent mais son chapiteau et sa base sont d'or, ce qui n'est pas dit. |
| | Este ( d' ) D'azur, à l'aigle d'argent, becquée, languée et couronnée d'or |
| | Farnèse D'or à six fleurs de lys d'azur ordonnées 3, 2 et 1. |
| | Favaro Armes De gueules au fer d'or et couronnée d'or. Différences entre dessin et blasonnement : rien ne correspond. |
| Armes antiques des Frangipani                                                                           | Frangipani (famille patricienne romaine) Armes antiques De gueules au lion d'or. |
| | Giudice des Pouilles Armes des princes de Cellamare à Naples tranché de gueules et d'azur, à la bande d'argent sur le tout. Giudice d'Almafi et de France Ecartelé de gueules et de noir à la croix traversant le tout. |
| | Famille Mazarin (it) D'azur, à un faisceau des licteurs d'or, lié d'argent, la hache du même, à la fasce de gueules, brochant sur le tout et ch. de trois étoiles d'or.. |
| Armes de la famille Micheli - Après Domenico doge Michele · Armes personnelles de Domenico doge Michele | Micheli (famille Apostolique Venitienne) Vitale I doge MicheleFascé d'azur et d'argent. Après Domenico doge MicheleFascé d'azur et d'argent, chargés de vingt-et-un besants d'or disposés sur les faces 6,5,4,3,2,1. Armes personnelles de Domenico doge MicheleÉcartelé : au I, d'azur à la comète d'or ondoyant posée en bande ; au II, fascé d'azur et d'argent ; au III, fascé d'azur et d'argent chargés à 21 besants d'or, rangés 6,5,4,3,2,1, cousus sur le tout ; au IV, d'azur à deux lions rampants et affrontés couronnés d'or. |
| | Médicis (grand-duché) Médicis : D'or à six sphères mises en orle, cinq de gueules, celle en chef d'azur chargée de trois fleurs de lys d'or. |
| | Montefeltro Bandé d'or et d'azur, au chef d'or chargé d'une aigle bicéphale de sable, becquée, membrée et couronnée d'or. |
| | Orsini Bandé d’argent et de gueules au chef du premier chargé d’une rose du second. Bandé de gueules et d'argent, au chef du second, chargé d'une rose de gueules et soutenu d'une divise d'or ch. d'une anguille ondoyante en fasce d'azur. |
| | Famille Pignatelli D'or, à trois pignates de sable, les deux du chef affrontés. Casque couronné. Armes parlantes. Pignatelli del RastelloD'or, à trois pignates de sable, les deux du chef affrontés, acc. en chef d'un lambel de gueules. Pignatelli-EgmondLes armes de la maison d'Egmond, qui sont chevronnées d'or et de gueules de douze pièces. |
| | Della Rovere D'azur au rouvre d'or aux rameaux passés en sautoir. Armes parlantes. Armes des ducs d'Urbino de la famille della RovereTiercé en pal : le I, coupé du Saint-Empire et de Montefeltro, le II, aux insignes de Vicaire pontifical, le III, coupé, au a, della Rovere et, au b, parti de 3 : au 1, d'Árpád, au 2, d'Aragon-Sicile, au 3, de Jérusalem, au 4, d'Aragon. |
| | Savoie ( de ) de gueules, à la croix d'argent |
| | Schiano-Lomoriello D'argent au chevron d'azur chargé de 3 besants d'or, accompagnés de 3 couronnes de laurier de sinople embrassant chauqu'une d'elle une coquille de gueule. |
| | Sforza Armes primitives des SforzaLe lion au coing (pomma de cotogno) évoquant la ville de Cotignola. Armes des ducs de Milan de la famille des SforzaEcartelées de l'Empire et de Visconti. |
| | de Solere, De gueules, à la tour senestrée d'un avant-mur d'argent ajourés de sable, la tour ouverte du même, XIIe siècle-XXIe siècle. - Devise : Pax, Pax. |
| | Visconti D'argent, à une guivre d'azur, couronnée d'or, engloutissant un enfant de carnation, posé en fasce, les bras étendus. |
| | des familles patriciennes de Venise Listes des familles patriciennes de Venise avec blasons(en italien) |